# Jimmy Johnson (Footballtrainer)
James William „Jimmy“ Johnson (* 16. Juli 1943 in Port Arthur, Texas) ist ein ehemaliger US-amerikanischer American-Football-Trainer. Johnson war Head Coach der Dallas Cowboys und der Miami Dolphins aus der National Football League (NFL). 2020 wird Jimmy Johnson in die Football Hall of Fame aufgenommen. 

## Jugend/College
Jimmy Johnson wuchs in Port Arthur auf, wo er auch zusammen mit Janis Joplin und G. W. Bailey die Highschool besuchte. Nach seinem Schulabschluss studierte er an der University of Arkansas, wo er von 1962 bis 1964 für die Arkansas Razorbacks Football auf der Position eines Nose Guard spielte. Mannschaftskamerad bei den Razorbacks war der spätere Besitzer der Dallas Cowboys Jerry Jones. Im Jahr 1964 blieb er mit seiner Mannschaft in der Southwest Conference ungeschlagen und gewann den Cotton Bowl Classic gegen die Mannschaft der University of Nebraska mit 10:7. Die amerikanische Sportpresse erklärte daraufhin die Razorbacks zum Nationalen Meister. Johnson wechselte nach seinem Studium nicht in den Profibereich, sondern nahm sofort eine Trainerstelle an.

## Trainerlaufbahn

### Assistenztrainer amCollege
Im Jahr 1965 wurde Johnson Assistenztrainer an der Louisiana Tech University, wo er unter anderem Phil Robertson betreute. Nach einem weiteren Jahr als Assistent an einer Highschool fungierte er für ein Jahr in gleicher Funktion an der Wichita State University sowie von 1968 und 1969 an der Iowa State University. Von 1970 bis 1972 arbeitete er unter Chuck Fairbanks zusammen mit Barry Switzer an der University of Oklahoma. Er war dort für die Betreuung der Defensive Line verantwortlich. In den Jahren 1971 und 1972 gewann er mit seiner Mannschaft jeweils den Sugar Bowl – 1971 mit 40:22 gegen die Mannschaft der Auburn University, 1972 mit 14:0 gegen die Pennsylvania State University.
1973 wechselte Jimmy Johnson zurück an seine alte Alma Mater und betreute die Defense der Razorbacks. 1975 gewann er mit seinem Team die Meisterschaft der Southwest Conference. Nachdem ihm Lou Holtz vorgezogen worden war und die Position des Head Coachs an diesem College erhalten hatte, wechselte er für zwei Jahre an die University of Pittsburgh. 1977 konnte er mit den Pittsburgh Panthers den 32 Gator Bowl mit 34:3 gegen die Clemson University.

### Head Coach

#### Oklahoma State University
Im Jahr 1979 übernahm Johnson seine erste Stelle als Head Coach an der Oklahoma State University in Stillwater und betreute dort die Oklahoma State Cowboys. 1981 führte er seine Mannschaft in den Independence Bowl. Dort unterlag er allerdings der Texas A&M University mit 16:33. 1983 gelang ihm erneut der Einzug in ein Bowl Spiel. Diesmal konnte der Bluebonnet Bowl gegen die Baylor University mit 24:14 gewonnen werden. 

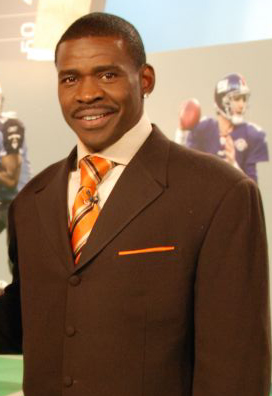
Michael Irvin

#### University of Miami
Jimmy Johnson übernahm ab dem Jahr 1984 an der University of Miami seine zweite Stelle als Head Coach. Er blieb dort bis zum Jahr 1988 und wurde zu einem der erfolgreichsten Trainer der Universität. In seinem ersten Trainerjahr verlor er den Fiesta Bowl gegen die Pennsylvania State University mit 39:37 gegen die UCLA. Auch der 52 Sugar Bowl, ausgetragen am 1. Januar 1986, ging gegen die University of Tennessee mit 35:7 verloren. 1986 erfolgte eine erneute Niederlage im Fiesta Bowl. Diesmal mussten sich die Miami Hurricanes der Pennsylvania State University mit 10:14 geschlagen geben. Am 1. Januar 1988 gewann Johnson schließlich mit seiner Mannschaft mit 20:14 den Orange Bowl gegen die University of Oklahoma. Die Hurricanes gewannen 1987 zudem während der regular Season alle zwölf Spiele und wurden daraufhin zum nationalen Collegemeister erklärt.
1988 zog Johnson mit den Hurricanes erneut in den Orange Bowl ein. Diesmal traf seine Mannschaft auf die University of Nebraska, die sich am 2. Januar 1989 mit 3:23 den Hurricanes geschlagen geben musste.
Jimmy Johnson trainierte während seiner Zeit als Head Coach an der University of Miami zahlreiche Spieler, die nach ihrem Studium in der NFL Fuß fassen konnten. Darunter befanden sich der Wide Receiver Michael Irvin, der Punter Jeff Feagles oder die Quarterbacks Bernie Kosar, Vinny Testaverde und Steve Walsh. 

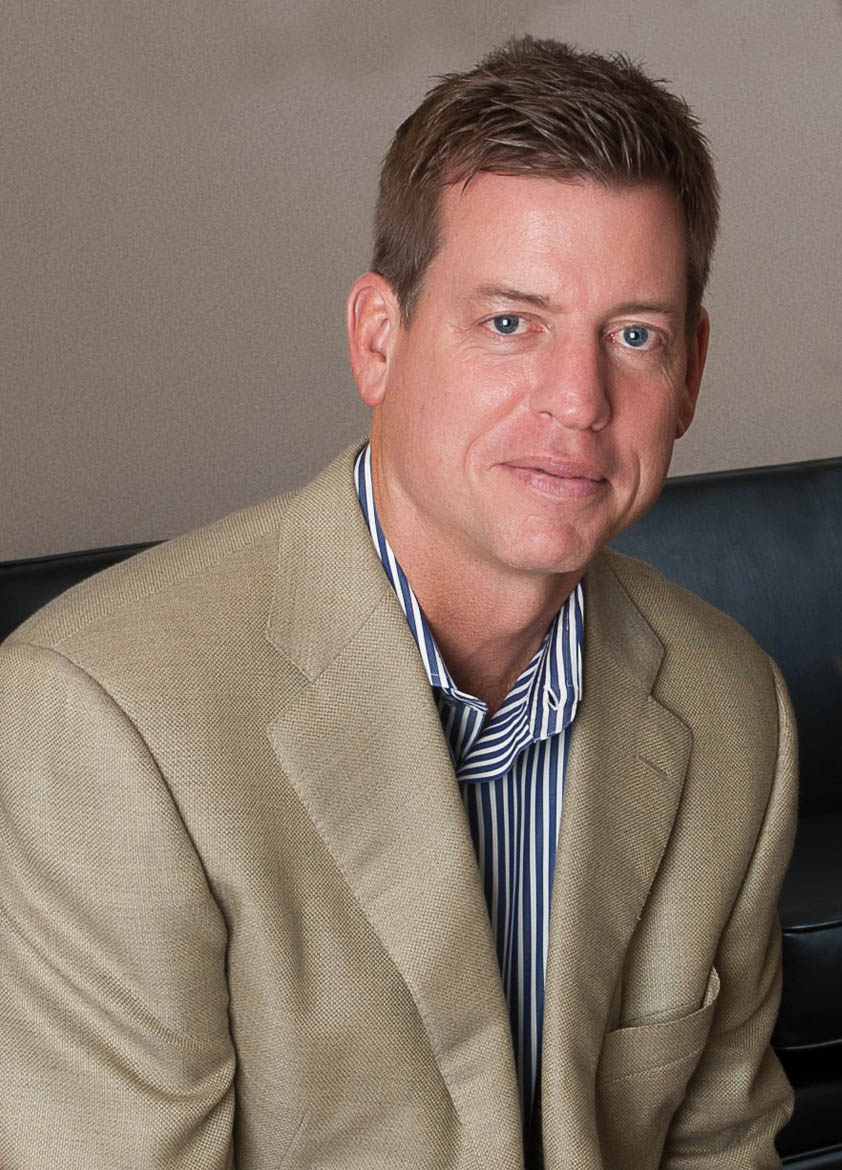
Troy Aikman

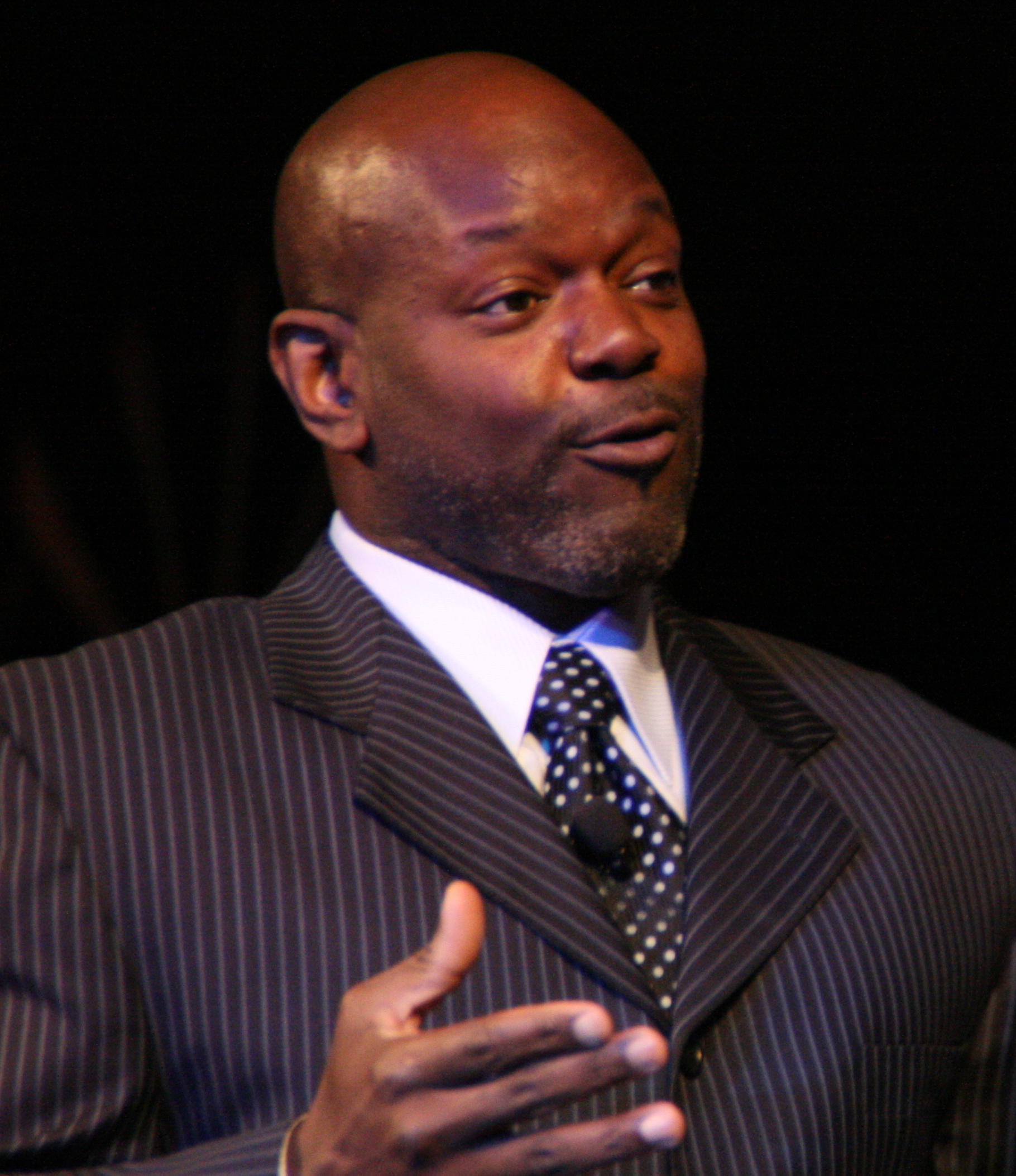
Emmitt Smith

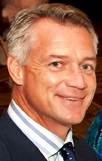
Daryl Johnston

#### Dallas Cowboys
1989 hatte Jerry Jones die Dallas Cowboys käuflich erworben. Die Saison 1988 verlief für die Cowboys katastrophal. Sie verloren dreizehn von 16 Spielen. Jones entließ Tom Landry, den langjährigen Head Coach der Cowboys, ferner legte Tex Schramm das Amt des General Managers nieder. Jones trat an seinen ehemaligen Kommilitonen Jimmy Johnson heran und bot ihm das Traineramt an. Johnson nahm an. Jones und Johnson gingen planmäßig daran die Cowboys durch junge Nachwuchsspieler im Rahmen der NFL Draft sowie die Verpflichtung hoffnungsvoller NFL-Jungprofis zu verstärken. Um an die notwendigen Draftrechte zu gelangen, wurden Leistungsträger abgegeben. So fand Herschel Walker, Runningback der Cowboys, den Weg zu den Minnesota Vikings. Die Vikings gaben gegen den Spitzenspieler fünf Spieler und sechs Draftrechte an die Cowboys ab. Mit diesen und weiteren Draftrechten wurden zahlreiche junge Spieler erworben. Darunter befanden sich der Runningback Emmitt Smith, der Quarterback Troy Aikman, die Defensive Tackle Russell Maryland, Chad Hennings und Leon Lett, der Defensive End Tony Tolbert, der Offensive Tackle Erik Williams, der Center Mark Stepnoski, der Safety Darren Woodson und der Fullback Daryl Johnston. Von den Phoenix Cardinals stieß der Tight End Jay Novacek zu den Cowboys. Johnson gelang es zudem bereits bei den Cowboys unter Vertrag stehende Spieler wie Michael Irvin, den Offensive Tackle Mark Tuinei, den Defensive End Jim Jeffcoat oder den Guard Nate Newton zu Spitzenspielern zu formen. 
Das Jahr 1989 verlief für die Cowboys noch nicht erfolgreich. Das Team von Johnson gewann lediglich eines von 16 Spielen. In den nächsten zwei Jahren steigerte sich die Mannschaft allerdings kontinuierlich. 1991 standen nach der regular Season elf Siege bei fünf Niederlagen zu Buche. Damit gelang der Einzug in die Play-offs. Dort scheiterten die Cowboys im NFC-Divisional-Play-off-Spiel an den Detroit Lions mit 38:6.
Im folgenden Spieljahr 1992 sollte Johnson seinen ersten Super Bowl gewinnen. Nach 13 Siegen aus 16 Spielen während der regular Season stand die Mannschaft erneut in den Play-offs. Im NFC Championship Game folgte dann ein 30:20-Sieg über die von George Seifert betreuten San Francisco 49ers. Im folgenden Super Bowl XXVII traten die Cowboys gegen die Buffalo Bills an und gewannen dieses Spiel deutlich mit 52:17.
Die nachfolgende Saison 1993 begann mit Schwierigkeiten. Der in der Vorsaison beste Runningback der NFL, Emmitt Smith, hatte zu Beginn der Saison die Arbeit verweigert. Er wollte dadurch einen besseren Vertrag erlangen. Die Cowboys verloren die ersten beiden Spiele der Runde und Smith erhielt daraufhin einen neuen verbesserten Vertrag. Zwölf der nächsten 14 Spiele konnten nun mit Smith, der sich erneut als der beste Runningback der Liga herausstellte, gewonnen werden. Johnson holte sich am Ende der Spielrunde mit dem Team aus Dallas seinen zweiten Super Bowl. Im NFC Championship Game traf Johnson mit seinen Cowboys erneut auf die 49ers, die auch diesmal mit 38:21 das Nachsehen hatten.
Im Super Bowl XXVIII traten die Cowboys dann nochmals gegen die Buffalo Bills an, die auch aus diesem Super Bowl als Verlierer vom Platz gingen, diesmal mit 13:30. Johnson trat nach dem Sieg bei den Cowboys zurück und wurde durch Barry Switzer ersetzt. Er selbst zog sich nach South Florida in das Privatleben zurück. Drei Jahre später sollte er allerdings erneut ein Head-Coach-Amt übernehmen.

#### Miami Dolphins
Nach der Saison 1995 hatte Don Shula sein Traineramt bei den Miami Dolphins zur Verfügung gestellt. Johnson konnte mit den Dolphins in seinem ersten Trainerjahr ein ausgeglichenes Ergebnis erreichen. 1997 gewann das Team der Dolphins um Quarterback Dan Marino neun von 16 Spielen in der Hauptrunde, scheiterte jedoch im NFC-Wild-Card-Game mit 3:17 an den New England Patriots. 1998 folgte erneut der Einzug in die Play-offs. Johnson scheiterte danach allerdings im AFC-Divisional-Play-off-Game mit 14:38 an den von Mike Shanahan trainierten Denver Broncos. Auch in der nachfolgenden Saison scheiterte Johnson mit dem Team aus Miami im AFC-Divisional-Play-off-Game. Diesmal konnten sich die Jacksonville Jaguars unter Head Coach Tom Coughlin mit 62:7 gegen die Dolphins durchsetzen. Johnson trat einen Tag nach dieser Niederlage von seinem Traineramt zurück.

## Bedeutung für den Footballsport
Zahlreiche Spieler von Jimmy Johnson wurden nach ihrer Laufbahn in die Pro Football Hall of Fame aufgenommen: Troy Aikman, Michael Irvin, Dan Marino und Emmitt Smith. Mehrere Assistenztrainer, die von Johnson ausgebildet wurden, erhielten selbst Cheftrainerposten in der NFL:
Butch Davis trainierte von 2001 bis 2004 die Cleveland Browns,
Dave Wannstedt war langjähriger Head Coach der Chicago Bears und der Miami Dolphins, 
David Shula, Sohn von Don Shula, trainierte fünf Jahre lang die Cincinnati Bengals,
Norv Turner war Head Coach der Washington Redskins, der Oakland Raiders und der San Diego Chargers, 
Dave Campo war von 2000 bis 2002 Head Coach der Dallas Cowboys.

## Abseits des Spielfelds
Jimmy Johnson ist zum zweiten Mal verheiratet. Er betreibt in Key Largo ein Restaurant und war Besitzer einer zweiten Gaststätte in Miami. Er lebt in Islamorada. Dort unterhält er sein eigenes Fischerboot.

## Ehrungen
James Johnson befindet sich seit dem Jahr 2012 in der College Football Hall of Fame. Ferner ist er Mitglied in der Florida Sports Hall of Fame, in der Texas Sports Hall of Fame sowie in der Arkansas Sports Hall of Fame. Am 12. Januar 2020 wurde bekannt, dass er in die Pro Football Hall of Fame aufgenommen wird.

## Nach der Trainerlaufbahn
Johnson arbeitet zurzeit als Fernsehmoderator und Analyst von Footballspielen beim US-amerikanischen Fernsehsender Fox. Ferner trat er als Kandidat in der Reality-Fernsehserie Survivor, Nicaragua auf. In der US-amerikanischen Krimiserie The Shield – Gesetz der Gewalt trat er in einer Episode in Erscheinung. Ferner war er in einer Nebenrolle im Hollywoodfilm Waterboy zu sehen.

## Quelle
- John Maxymuk, NFL Head Coaches: A Biographical Dictionary, 1920-2011, McFarland, 2012, ISBN 9780786492954